# Manuel Poppinger

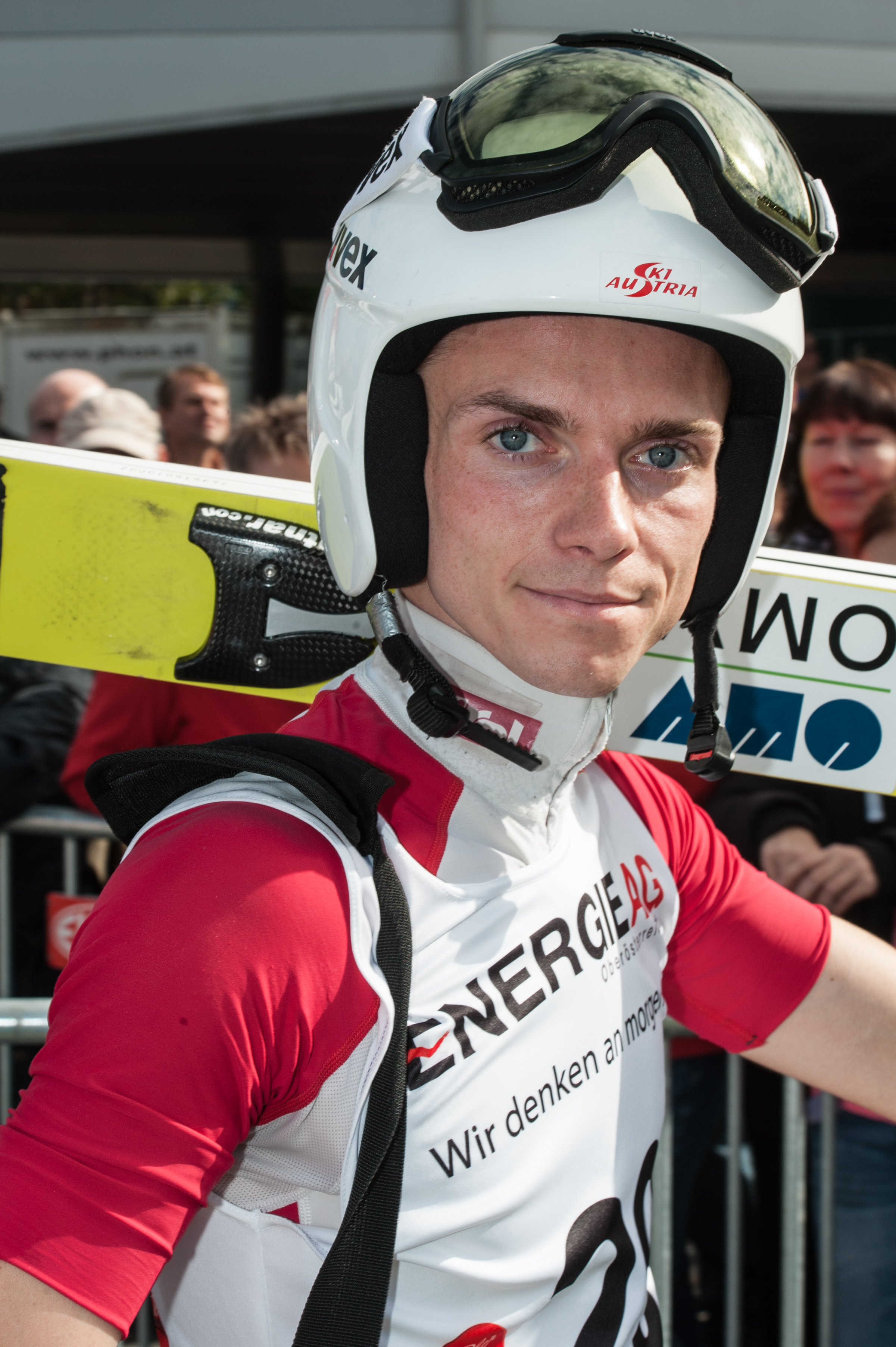
Manuel Poppinger 2015

Manuel Poppinger, född den 19 maj 1989 i Innsbruck, Österrike, är en österrikisk backhoppare.

## Meriter

### Världscupen
Poppingers bästa individuella resultat i världscupen är en sjunde plats i Vikersund, Norge den 15 februari 2015. Poppinger var med och tog en tredjeplats i lagtävlingen i Zakopane, Polen den 18 januari 2014.

### Världsmästerskap
Poppinger har deltagit i ett världsmästerskap, Falun 2015. Där tog han en silvermedalj i lagtävlingen i stor backe och placerade sig på en 37:e plats i den individuella tävlingen. 